# Коледна песен (теленовела)
Вижте пояснителната страница за други значения на Коледна песен.
„Коледна песен“ (на испански: Cuento de Navidad) е мексиканска юношеска теленовела от 1999 г., продуцирана от Еухенио Кобо. Адаптация е на едноименната новела на известния английски писател Чарлз Дикенс. Това е първата коледна теленовела на Телевиса.
Участват Хуан Пелаес, Итати Канторал, Фернандо Колунга, Летисия Калдерон, Шантал Андере, Маурисио Ислас и други.

## Сюжет
Действието се развива в деня на Рождество Христово. Саул Родригес Кодер е богат и злобен мъж, който живее самотно заради своите алчност и скъперничество. Лупита е дъщеря на възрастния обущар, дон Ченте, и годеница на Мигел. Мигел е добър млад мъж, който работи във фирмата на Саул Кодер. Лупита и Мигел правят планове за своята сватба, но на 24. декември Саул уволнява Мигел. Мария Илиарте е благородна жена, занимаваща се със събиране на средства в помощ на нуждаещите се. Преди години тя и Саул са били влюбени, докато един ден той я изоставя. Когато се прибира в дома си, Саул е неприятно изненадан от неочакваното посещение на духа на съдружника му, който му съобщава, че съществува ад, в който има запазено място за него. Духът го предупреждава, че ще бъде посетен от трите духа на Рождеството, които ще му покажат злите му постъпки, допуснати в миналото, настоящето и бъдещето. Така се и случва, а Саул е поразен от лошотията, която е причинил, затова на сутринта отива при семействата, на които е напакостил, давайки им храна, подаръци и пари, за да компенсира стореното. Отива и при Мигел, когото наема отново на работа.

## Актьори
- Хуан Пелаес – Саул Родригес Кодер
- Фернандо Колунга – Хайме Родригес Кодер
- Шантал Андере – Беатрис де Родригес Кодер
- Ернесто Лагуардия – Мигел Мендес
- Роберто Баястерос – Гонсало
- Нурия Бахес – Кармелита де Лопес
- Хосе Елиас Морено – Елеутерио Лопес
- Мария Сорте – Мария Ириарте
- Ерик дел Кастийо – Мелкиадес
- Летисия Калдерон – Духът на бъдещите Коледи
- Рене Варси – Наталия
- Рафаел Инклан – Дон Ченте
- Мариана Леви – Лупита
- Хорхе Трехо – Иполито Лопес
- Лус Мария Агилар – Доня Петра
- Хулио Алеман – Северо Рубиалес Конде
- Хавиер Лопес „Чабело“ – Духът на настоящата Коледа
- Макария – Ламберта
- Поло Поло – Филемон
- Арон Ернан – Дон Леонардо
- Маурисио Ислас – Едмундо Сото дел Монте
- Карла Алварес – Мириам
- Мануел Охеда – Духът на миналите Коледи
- Умберто Елисондо – Самуел
- Луис Кутуриер – Фернандо Сото дел Монте
- Педро Армендарис Мл. – Родолфо
- Алехандра Мейер – Амалия
- Елеазар Гомес – Панчо Лопес
- Илиана Монсерат – Кларита Лопес
- Густаво Агилар – Бенавидес
- Итати Канторал – Адриана
- Ампаро Аросамена – Клиентка на Мелкиадес
- Ана берта Лепе – Клиентка на Мелкиадес
- Гилермо Ривас „Ел Борас“ – Съсед
- Леонорилда Очоа – Съседка
- Силвия Мелано – Луча
- Лаура Флорес – Женски ангел „Красивата госпожа“
- Арат де ла Торе – Хосе Крус / Бриан
- Серхио Рамос – Поздравяващият Саул
- Алберто Естрея – Минувач
- Сусана Гонсалес – Ана Сото дел Монте
- Едит Гонсалес – Хосефина Кодер
- Алехандро Авила – Саул Кодер (млад)
- Антонио Бренан – Близнакът
- Хорхе Бренан – Близнакът
- Рафаел дел Вияр – Гост на тържеството на Хайме
- Еухенио Дербес – Лекарят
- Хорхе Салинас – Гост на тържеството на Хайме
- Мариана Сеоане – Гостенка на тържеството на Хайме
- Херман Гутиерес – Гост на тържеството на Хайме
- Лус Мария Херес – Гостенка на тържеството на Хайме
- Оскар Морели – Хоакин
- Андреа Лагунес – Ангел-дете
- Луис Химено – Рикардо Гарсия де Кастро
- Джоузеф Ернандес
- Енрике Лисалде – Арсенио
- Адалберто Мартинес – Бето
- Нанси Патиньо – Маргарита (дете)
- Шерлин – Маргарита (млада)
- Фернандо Морин
- Енрике Роча – Клиент на дон Ченте
- Мигел Галван – Минувач
- Поло Ортин – Ригоберто
- Мариана Ботас – Ангел-дете
- Арсенио Кампос – Матео
- Ванеса Гусман – Клаудия
- Хендрик Марине
- Игнасио Ортис Вера
- Раул Осорио
- Артуро Пениче – Д-р Антонио
- Густаво Рохо – Мариано
- Диана Брачо – Кета
- Едуардо Сантамарина – Приятел на дон Леонардо
- Хорхе Ортис де Пинедо – Марсиал
- Росана Руис
- Хамил Сесин
- Ана Соберо
- Анастасия
- Педро Вебер – Д-р Ортис
- Рикардо Чавес – Глас
- Пабло Кобо – Дете
- Серхио Каталан
- Ингрид Марц – Гостенка
- Алехандро Вийели – Гост
- Алфонсо Итуралде – Гост
- Адриана Нието – Гост
- Марко Уриел – Таксиметров шофьор
- Алехандро Руис – Касимиро
- Габриела Голдсмит – Катя
- Мария Луиса Алкала
- Херардо Мургия – Комендант Падия
- Луис Баярдо – Естебан
- Мария Виктория –
- Марио Касияс – Духът на камбаните
- Консуело Дувал – Дух
- Хайме Лосано – Дух
- Майрин Вилянуева – Дух
- Рафаел Меркаданте – Дух
- Роса Мария Бианчи – Дух
- Родриго Руис – Дух
- Ядира Карийо – Дух
- Едуардо Линян
- Гилермо Агилар
- Гилермо Сарур
- Давид Остроски
- Мигел Корсега – Професор Регуло
- Ектор Гомес
- Хулио Манино
- Лоренсо де Родас
- Оскар Уриел
- Рене Муньос – Балтазар
- Серхио Санчес
- Фатима Торе
- Джини Мотола
- Моисес Мансано
- Оскар Пара
- Кика Едгар
- Джесика Саласар

## Премиера
Премиерата на Коледна песен е на 20 декември 1999 г. по Canal de las Estrellas. Последният 14. епизод е излъчен на 7 януари 2000 г.